# Liste der Naturdenkmale in Gau-Odernheim
Die Liste der Naturdenkmale in Gau-Odernheim nennt die im Gemeindegebiet von Gau-Odernheim ausgewiesenen Naturdenkmale (Stand 29. Februar 2024).

## Naturdenkmale
| Nr.         | Bezeichnung                       | Lage                                                 | Beschreibung                                                                                       | Bild                          |
| ----------- | --------------------------------- | ---------------------------------------------------- | -------------------------------------------------------------------------------------------------- | ----------------------------- |
| ND-7331-429 | Würmlöß-Steilwand mit Tuffband    | nordwestlich des Ortes; Flur Biebelnheimer Höhe Lage | flächenhaftes Naturdenkmal; geologischer Aufschluss mit Lößsteilwand der Würm-Kaltzeit             | Fotos hochladen               |
| ND-7331-441 | Wuchsort der Wildtulpe am Lieberg | östlich des Ortes; Flur Am Lieberg Lage              | flächenhaftes Naturdenkmal, ca. 6,1 ha; größtes Vorkommen von Tulipa sylvestris nördlich der Alpen | mehr Fotos \| Fotos hochladen |

## Ehemalige Naturdenkmale
| Nr. | Bezeichnung              | Lage                           | Beschreibung                                                          | Bild                                    |
| --- | ------------------------ | ------------------------------ | --------------------------------------------------------------------- | --------------------------------------- |
|     | Baumgruppe um die Kirche | Kirchplatz, bei Nr. 15–17 Lage | Quercus sp. und Tilia sp., mehrere Bäume; Rechtsverordnung aufgehoben | Direkt Bild zu diesem Denkmal hochladen |